# The Seven Habits of Highly Effective People
Die 7 Wege zur Effektivität: Prinzipien für persönlichen und beruflichen Erfolg (Originaltitel: The Seven Habits of Highly Effective People, übersetzt etwa „Die sieben Angewohnheiten höchst-effektiver Menschen“) ist ein erstmals 1989 aufgelegtes Selbsthilfe-Buch des US-amerikanischen Autors Stephen R. Covey. Mit mehr als 30 Millionen verkauften Exemplaren und Übersetzungen in 38 Sprachen ist es eines der bekanntesten solcher Bücher.
Das TIME-Magazin nannte das Buch im August 2011 als eines der fünfundzwanzig einflussreichsten Bücher über Management-Methoden.

## Die sieben Angewohnheiten
Das Buch ist nach den sieben Angewohnheiten in sieben Kapitel unterteilt. Diese sieben Kapitel lassen sich wiederum in vier Grundprinzipien zusammenfassen:
- Paradigmenwechsel: Erfolg lässt sich nur durch Änderung von Angewohnheiten herbeiführen. Deshalb müssen Handlungs- und Sichtweisen überdacht werden.
- Wechsel von Abhängigkeit zur Unabhängigkeit, um ein erfolgreiches Privatleben zu erreichen. Dazu dienen die ersten drei Angewohnheiten (1–3).
- Wechsel von Unabhängigkeit zu gegenseitiger Abhängigkeit, um die zwischenmenschlichen Beziehungen zu verbessern. Angewohnheiten 4, 5 und 6 beziehen sich darauf.
- Erholung, Erneuerung und Selbstverbesserung: Kapitel 7 bezieht sich darauf.

Die sieben Angewohnheiten:
1. Proaktiv sein: Vorausdenken und handeln, noch bevor eine Situation oder eine Krise eintritt, die eine Lösung erfordert. Aufhören, sich über Missstände zu beschweren und lernen, für das eigene Leben verantwortlich zu sein und es selbst zu gestalten.
2. Im Kapitel Schon am Anfang das Ende im Sinn haben soll ein (Lebens-)Ziel definiert werden. Mit welchen Worten soll mein Leben und meine Persönlichkeit an meiner Trauerfeier beschrieben werden? Wenn man mich für meinen Einsatz für die Familie, für meine Freundlichkeit oder für meine beruflichen Erfolge in Erinnerung behalten soll – wie kann ich dies erreichen?
3. Prioritäten definieren und umsetzen im Kapitel Das Wichtigste zuerst tun (engl. first things first): Wenn man Menschen fragt, welche Dinge ihnen wichtig sind, antworten sie oftmals mit „Gesundheit“ oder „viel Zeit für die Familie haben“. Sie nehmen aber trotzdem für ihre Karriere lange Arbeitszeiten in Kauf, oder ernähren sich aus Bequemlichkeit auf eine ungesunde Weise. Wenn man etwas für wichtig hält, muss man sich dafür auch genügend Zeit nehmen – anstelle sich selbst etwas vorzumachen.
4. "Win-Win" denken: Ein echtes Gefühl für gegenseitig nützliche Lösungen entwickeln. Durch Wertschätzung und Respekt einen Kompromiss zu erzielen ist langfristig besser als seine eigenen Interessen durchzusetzen. Statt jemandem mit Kritik zu schaden, kann man ehrliches Lob äußern, wovon man in Form von Wohlwollen auch selbst wieder profitiert.
5. Erst verstehen, dann verstanden werden. Man kann andere Menschen am ehesten zu etwas bewegen, wenn man sich zuerst um sie kümmert, ihnen zuhört und sich von ihnen beeinflussen lässt. Dies öffnet Türen für die eigenen Anliegen.
6. Synergien schaffen: Durch Zusammenarbeit andere Menschen an seinen eigenen Stärken teilhaben lassen – ebenso die Stärken anderer Menschen nutzen. Damit werden Ziele erreichbar, die von Einzelpersonen sonst unmöglich zu meistern sind.
7. Die Säge schärfen: Mit einer unscharf gewordenen Säge fällt man keinen Baum mehr. Eine Säge zu schärfen kostet aber viel Zeit. Genauso kostet die Erhaltung und der Ausbau der eigenen Ressourcen, seiner Fähigkeiten, der seelischen wie auch der körperlichen Gesundheit Zeit. Ohne diese Pflege leidet die langfristige Leistungsfähigkeit. Um dies zu erreichen, rät Covey zu Sport, Entspannung, Gebet und Meditation, Weiterbildung, Literatur, Kultur und freiwilligem sozialem Engagement.

Schließlich erklärt Covey im siebten Kapitel, wie die ständige Pflege und Vertiefung dieser sieben Angewohnheiten zu einer Aufwärtsspirale führe, nämlich zu einer stetigen Verbesserung der Persönlichkeit.

### Überflussmentalität
In diesem Werk – insbesondere im 4. Kapitel – befürwortet Covey die Überfluss-Mentalität – im Gegensatz zu einer Geisteshaltung, welche die Knappheit betont. Abundanz ist ein Begriff aus der Ökologie und beschreibt eine Ressource, die derart groß ist, dass sie die Bedürfnisse aller Individuen erfüllt. Somit stehen sie untereinander nicht in Konkurrenz, während knappe Güter stets einen Konkurrenzkampf ins Leben rufen.
Menschen mit einer Überflussmentalität gehen davon aus, dass Erfolge, Glück und andere Ressourcen so groß sind, dass man sie stets mit anderen Menschen teilen kann. Eine solche Person hält Situationen im täglichen Leben nicht für ein Nullsummenspiel (d. h., jemand muss etwas verlieren, damit jemand anderes etwas gewinnen kann) und fördert die Fähigkeiten und erfreut sich an den Erfolgen anderer Menschen, anstelle sich von ihnen bedroht oder erniedrigt zu fühlen. Der schädliche Einfluss der Knappheitsmentalität beziehungsweise der Annahme, der menschliche Alltag sei ein Nullsummenspiel, wurde allerdings schon früher von Paul Watzlawick in seinem populären Werk Anleitung zum Unglücklichsein (1983) dargestellt.

## Ausgaben

### Englisch
- Stephen R. Covey: The Seven Habits of Highly Effective People. Fireside Book, New York 1990, ISBN 0-671-70863-5.

### Deutsch
- Stephen R. Covey: Die sieben Wege zur Effektivität. Ein Konzept zur Meisterung Ihres beruflichen und privaten Lebens. Heyne, München 1996, ISBN 3-453-09174-4.
- Stephen R. Covey: Die 7 Wege zur Effektivität: Prinzipien für persönlichen und beruflichen Erfolg. GABAL, Offenbach 2005, ISBN 978-3-89749-573-9.